# Коликео, Игнасио
Игнасио Коликео (исп. Ignacio Coliqueo; 1786, Бороа, Араукания — 16 февраля 1871, Лос-Тольдос, провинция Буэнос-Айрес) — вождь (лонко) бороано-мапуче и полковник аргентинской армии. Он вывел свое племя из Араукании и поселил его в районе, который позже был назван Лос-Тольдос, в провинции Буэнос-Айрес. Для обеспечения преемственности после его смерти община мапуче, обосновавшаяся в Лос-Тольдосе, стала называться «племенем Коликео».

## Биография
Игнасио Коликео, как его имя на языке мапуче называлось Колюкев, родился в 1786 году в городе Уинкуль, недалеко от Бороа, в нынешней провинции Каутин, Чили. Он имел арауканское происхождение и был потомком индейского вождя Кауполикана (? — 1558), который вел борьбу против испанских конкистадоров.
Коликео сражался в Арауканской войне против чилийских властей, а также против правительств Рио-де-ла-Плата в первые десятилетия после обретения Аргентиной независимости.
Однако позднее лонко Коликео понял, что в долгосрочной перспективе народ мапуче проиграет войну против «уинкас» (иностранцев), и попытался заключить соглашение с правителями Аргентины, воспользовавшись внутренними разногласиями, вызванными гражданскими войнами. По этой причине аргентинские власти называли его «дружелюбным индейцем».
В начале 1820-х годов он вместе с другими бороано, подбадриваемый родственниками и друзьями, которые уже жили в регионе Пампы, покинул Бороа и отправился в Салинас-Грандес, расположенный между нынешними провинциями Буэнос-Айрес и Ла-Пампа. Большинство бороано, обосновавшихся в Аргентине, были сосредоточены в окрестностях Гуамини, например, племена вождей Каньюкира, Мариано Рондо, Мариано Мелина, Гуайкиля и Каньюльяна.
В 1829 году Коликео переселил свое племя в район Каруэ, недалеко от Масалье, среди дюн, окружавших лагуну Эпекуэн. Как и остальные члены его партии, он не участвовал в походе Хуана Мануэля де Росаса в пустыню, но бывший губернатор пытался использовать бороано для нападения на ранкель. Когда они отказались, он снял с себя защиту и, возможно, приказал атаковать их. Это произошло 9 сентября 1834 года, когда крупный аракуанский лидер Кальфукура устроил резню в Масалье, вырезав несколько групп бороано, включая вождей Мариано Рондо и Мелина.
Игнасио Коликео удалось спастись от расправы, когда его бросили умирать. Большинство его копейщиков были убиты, а его жена, дети и остальные его соплеменники были похищены Кальфукурой. Предание гласит, что он спасся, позволив собаке утащить себя на луга, при этом он получил ужасную рану на голове.
Часть бороано укрылась рядом с фортом 25 мая, в то время как сам Коликео нашел убежище с остатками своего народа среди ранкелесов Пайна Гуора, в то время еще подданных Янкетруса в лагуне Пубуэ, где он создал новую семью с чилийской пленницей Фелипой Квинтуиль. Там он подружился с полковником Мануэлем Баигоррией, который жил с племенем Ранкель, где он сформировал лагерь из трехсот копейщиков и соответствующей черни, добившись титула вождя. Позже Байгоррия стал зятем Коликео. Он сопровождал Байгоррию в его экспедициях в провинции Кордова и Сан-Луис и постепенно сформировал новую фракцию под своим командованием.
После битвы при Касеросе (3 февраля 1852 года), в которой был побеждён губернатор Буэнос-Айреса Хуан Мануэль де Росас, авторитетный лонко Кальфукура призвал все общины мапуче к войне против белых под лозунгом «Индейская земля для индейцев». Несмотря на то, что Коликео предложили стать его заместителем, он отклонил предложение и отказался вступать в войну против унитарианцев, действуя по совету своего зятя-унитарианца Мануэля Байгоррии.
Коликео и Байгоррия вступили в переговоры с Хусто Хосе де Уркисой, президентом Аргентинской Конфедерации, и присоединились к его армии конфедерации, сражаясь и одержав победу в битве при Сепеде 23 октября 1859 года на юге провинции Санта-Фе (недалеко от границы с провинцией Буэнос-Айрес), в обмен на то, что новое правительство предоставит земли племени Коликео.
Уркиса не выполнил условия соглашения, поэтому Коликео заключил новое соглашение с генералом Бартоломе Митре, который предоставил им право владеть территорией. В 1861 году Митре признал его «главным вождем дружественных индейцев и полковником национальной армии». Племя Коликео сначала отправилось в Рохас, а затем временно обосновалось в Лагуна-де-Гомес, в Хунине, недалеко от Линкольна, куда правительство Буэнос-Айреса насильно добавило несколько сотен человек от вождя Льянкелена.
Вскоре после этого Митре призвал Игнасио Коликео и его воинов сражаться против Хусто Хосе де Уркисы, приняв участие в битве при Павоне в 1861 году и во многом решив ее исход в пользу провинции Буэнос-Айрес. Затем правительство Аргентины предоставило им территории в Ареналесе, Мар-Чикита, в лагуне Мар-Чикита (Хунин). Однако вскоре после этого правительство снова переселило их в район Лос-Тольдос, где земля была более низкого качества, а вода — более соленой. Первоначальные земли общины Коликео были переданы частным скотоводам. У Коликео была задача защищать границу между Мерседесом и Брагадо.
Коликео получил воинское звание полковника, а его сын Хусто — подполковника. Они служили под командованием полковника Хулио де Ведии в его кампаниях против конфедерации Ранкель и при основании города Нуэве-де-Хулио. В 1866 году их поля были разграблены племенем Ранкель, но им удалось отреагировать и вернуть большую часть того, что они потеряли.
В то время возник спор о наследовании в племени, когда сыновья Коликео, Хусто и Симон, оспорили право Ранинкео, брата Игнасио Коликео, стать его преемником. С разрешения старого вождя Ранинкео запросил и получил поле в Ла-Верде, округ Вейнтисинко-де-Майо, куда он переселил треть населения палаток и ранчо Лос-Тольдос, что произошло в 1869 году.
Вскоре после этого, 16 февраля 1871 года, 95-летний Игнасио Коликео погиб во время драки с гаучо. Во время карнавала оба выпили слишком много, и когда он попытался догнать соперника, его лошадь перевернулась, что привело к смертельным травмам.
Ему наследовал его сын Хусто Коликео (1838—1876), а спустя годы — его второй сын Симон Коликео (1840—1902).